# Bertelsmann Music Group
Bertelsmann Music Group (zkráceně BMG) byla divizí německého konglomerátu Bertelsmann, než byla 1. října 2008 z většiny prodána Sony Corporation of America a sloučena do Sony BMG. Skládala se z několika hudebních značek (Ariola Records, RCA Music Group aj.) a do roku 2007 i z vydavatelství BMG Music Publishing. To bylo v roce 2007 prodáno Universal Music Group za více než 1,6 miliardy eur. Vydavatelství spolupracovalo například s Elvisem Preslym, Ann Wilson či například Kylie Minogue.